# Milford (Delaware)
Milford város az USA Delaware államában, Sussex megyében. Lakosainak száma 11 190 fő (2020. április 1.).

## Népesség
A település népességének változása:

| 2010 | 9 559  |
| 2020 | 11 190 |